# Apophua karenkona
Apophua karenkona är en stekelart som beskrevs av Jinhaku Sonan 1936. Apophua karenkona ingår i släktet Apophua och familjen brokparasitsteklar. Inga underarter finns listade i Catalogue of Life.